# CinemaScore
O CinemaScore é uma empresa de pesquisa de mercado com sede em Las Vegas. A empresa pesquisa o público de filmes para avaliar suas experiências de visualização com notas de cartas, relata os resultados e prevê receitas de bilheteria com base nos dados. É usado pelas distribuidoras de filmes que decidem a partir da nota do CinemaScore se devem continuar investindo em determinado filme ou não, independente da aprovação ou reprovação de críticos de cinema. Partes das informações coletadas são divulgadas ao público, e o restante ficam com as distribuidoras.
O público responde a pesquisa preenchendo cédulas de papel e depositando nas urnas nas saídas de determinadas sessões de cinema. Os filmes avaliados pecisam estrear em pelos menos mil e quinhentas salas de cinema no Canadá e nos Estados Unidos, caso o contrário, fica a cargo da produtora contratar o serviço. A empresa foi criticada por fazer a pesquisa com o público somente em cidades grandes e no dia de estreia, ou seja, com o público que tem mais interesse no filme, e por ter um questionário simples. Posteriormente, foi criada uma empresa concorrente, a PostTrak, que faz uma entrevista presencial, e corrigindo os pontos nos quais a CinemaScore foi criticada.

## História e contexto
Ed Mintz fundou o CinemaScore em 1979 depois de não gostar do filme The Cheap Detective, apesar de ser fã de Neil Simon, e de ouvir outro participante decepcionado que queria ouvir as opiniões das pessoas comuns em vez de críticas. Um cartão de doação de Yom Kipur com guias inspirou os cartões de pesquisa de dados aos membros da audiência. A empresa realiza pesquisas para o público que assistiu a um filme nos cinemas, pedindo para classificá-lo e especificando o que os atraiu para o filme. Seus resultados são publicados na Entertainment Weekly. O CinemaScore também realiza pesquisas para determinar o interesse do público em alugar filmes em vídeo, dividir a demografia por idade e sexo e transmitir informações a empresas de vídeo como a Fox Video Corporation.

## Avaliação

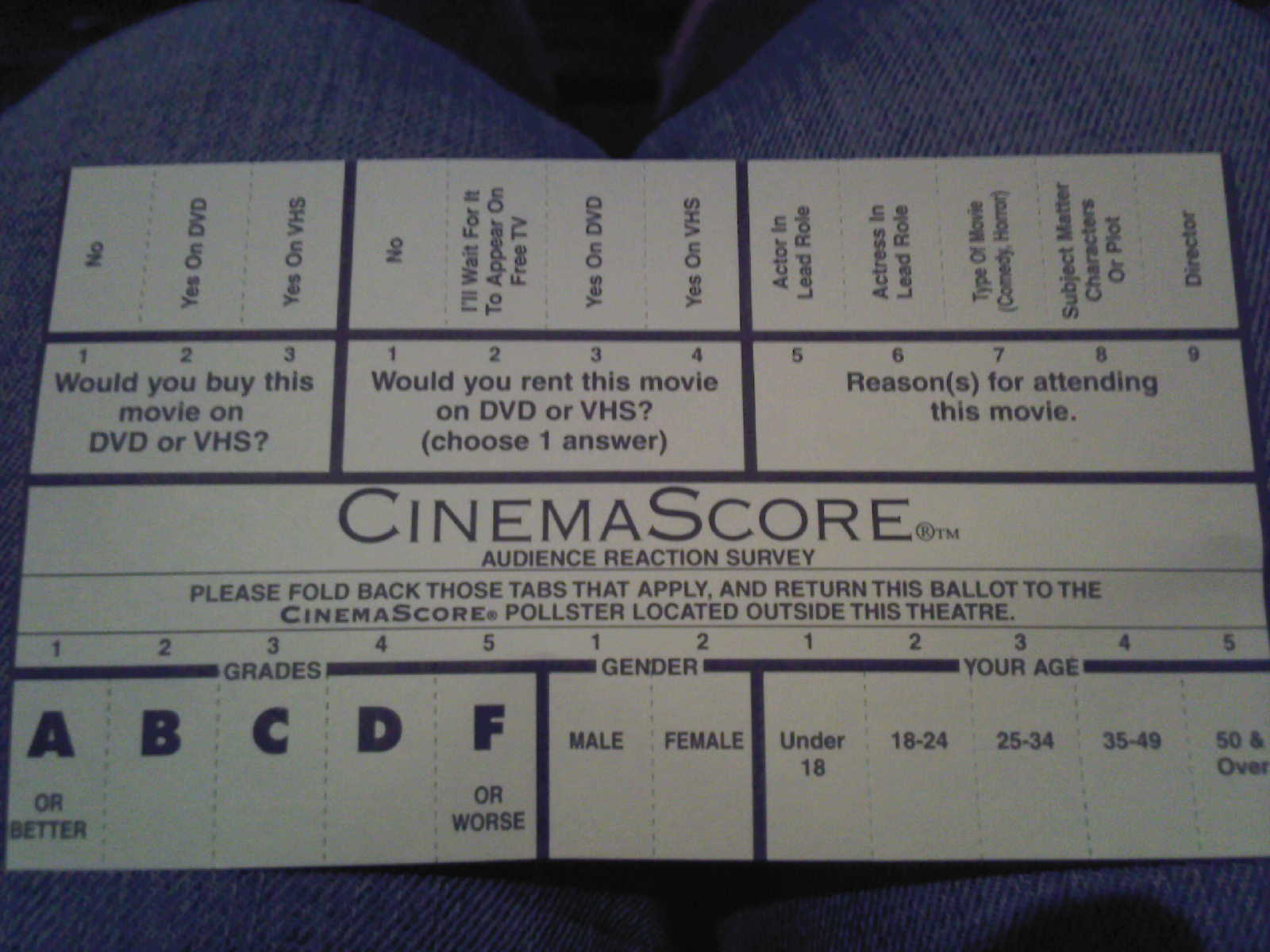
Cartão de pesquisa do CinemaScore.

O CinemaScore se descreve como "o líder do setor em medir a crítica ao cinema". Existem 35 a 45 equipes de representantes do CinemaScore presentes em 25 grandes cidades da América do Norte. Toda sexta-feira, representantes em cinco cidades escolhidas aleatoriamente dão um pequeno cartão para o público que irá ver um filme em seu dia de lançamento. O cartão pede idade, sexo e uma avaliação para o filme (A, B, C, D ou F), se eles alugam ou compram o filme em DVD ou Blu-ray e por que escolheram o filme. O CinemaScore normalmente recebe cerca de 400 cartões por filme; a empresa estima uma taxa de resposta de 65% e margem de erro de 6%.
Uma nota geral de A+ e F é calculada como a média das notas dadas pelos respondentes. Nesse caso, as notas diferentes de F são qualificadas com mais (fim alto), menos (fim baixo) ou nada (meio). As classificações são divididas por sexo e faixas etárias (menores de 21, 21–34, 35 anos ou mais). Os estúdios de cinema e outros assinantes recebem os dados por volta das 23h PT. O CinemaScore publica notas de cartas ao público nas mídias sociais e, embora os dados detalhados sejam proprietários, as notas se tornam amplamente compartilhadas na mídia e no setor. Os anúncios subsequentes de filmes de alta classificação geralmente citam suas notas no CinemaScore.

## Lista dos filmes A+
| Número | Título                                                         | Diretor                                                           | Ano  |
| ------ | -------------------------------------------------------------- | ----------------------------------------------------------------- | ---- |
| 1      | E.T.: O Extraterrestre                                         | Steven Spielberg                                                  | 1982 |
| 2      | Gandhi                                                         | Richard Attenborough                                              | 1982 |
| 3      | Rocky III                                                      | Sylvester Stallone                                                | 1982 |
| 4      | Star Trek IV: The Voyage Home                                  | Leonard Nimoy                                                     | 1986 |
| 5      | A Princesa Prometida                                           | Rob Reiner                                                        | 1987 |
| 6      | Die Hard                                                       | John McTiernan                                                    | 1988 |
| 7      | Dead Poets Society                                             | Peter Weir                                                        | 1989 |
| 8      | Driving Miss Daisy                                             | Bruce Beresford                                                   | 1989 |
| 9      | Assassinato sob Custódia                                       | Euzhan Palcy                                                      | 1989 |
| 10     | Lean on Me                                                     | John G. Avildsen                                                  | 1989 |
| 11     | Lethal Weapon 2                                                | Richard Donner                                                    | 1989 |
| 12     | When Harry Met Sally...                                        | Rob Reiner                                                        | 1989 |
| 13     | Dances with Wolves                                             | Kevin Costner                                                     | 1990 |
| 14     | Beauty and the Beast                                           | - Gary Trousdale - Kirk Wise                                      | 1991 |
| 15     | Terminator 2: Judgment Day                                     | James Cameron                                                     | 1991 |
| 16     | Aladdin                                                        | - Ron Clements - John Musker                                      | 1992 |
| 17     | A Few Good Men                                                 | Rob Reiner                                                        | 1992 |
| 18     | O Fugitivo                                                     | Andrew Davis                                                      | 1993 |
| 19     | Homeward Bound: The Incredible Journey                         | Duwayne Dunham                                                    | 1993 |
| 20     | The Joy Luck Club                                              | Wayne Wang                                                        | 1993 |
| 21     | A Lista de Schindler                                           | Steven Spielberg                                                  | 1993 |
| 22     | Forrest Gump                                                   | Robert Zemeckis                                                   | 1994 |
| 23     | Iron Will                                                      | Charles Haid                                                      | 1994 |
| 24     | O Rei Leão                                                     | - Roger Allers - Rob Minkoff                                      | 1994 |
| 25     | Mr. Holland's Opus                                             | Stephen Herek                                                     | 1995 |
| 26     | Soul Food                                                      | George Tillman, Jr.                                               | 1997 |
| 27     | Star Wars (relançamento de 1997)                               | George Lucas                                                      | 1997 |
| 28     | Titanic                                                        | James Cameron                                                     | 1997 |
| 29     | Mulan                                                          | - Tony Bancroft - Barry Cook                                      | 1998 |
| 30     | Music of the Heart                                             | Wes Craven                                                        | 1999 |
| 31     | Toy Story 2                                                    | John Lasseter                                                     | 1999 |
| 32     | Finding Forrester                                              | Gus Van Sant                                                      | 2000 |
| 33     | Duelo de Titãs                                                 | Boaz Yakin                                                        | 2000 |
| 34     | Monsters, Inc.                                                 | Pete Docter                                                       | 2001 |
| 35     | Antwone Fisher                                                 | Denzel Washington                                                 | 2002 |
| 36     | Drumline                                                       | Charles Stone III                                                 | 2002 |
| 37     | Harry Potter and the Chamber of Secrets                        | Chris Columbus                                                    | 2002 |
| 38     | Finding Nemo                                                   | Andrew Stanton                                                    | 2003 |
| 39     | The Lord of the Rings: The Return of the King                  | Peter Jackson                                                     | 2003 |
| 40     | A Paixão de Cristo                                             | Mel Gibson                                                        | 2004 |
| 41     | The Incredibles                                                | Brad Bird                                                         | 2004 |
| 42     | The Polar Express                                              | Robert Zemeckis                                                   | 2004 |
| 43     | Ray                                                            | Taylor Hackford                                                   | 2004 |
| 44     | Dreamer                                                        | John Gatins                                                       | 2005 |
| 45     | Diary of a Mad Black Woman                                     | Darren Grant                                                      | 2005 |
| 46     | Cinderella Man                                                 | Ron Howard                                                        | 2005 |
| 47     | The Chronicles of Narnia: The Lion, the Witch and the Wardrobe | Andrew Adamson                                                    | 2005 |
| 48     | Akeelah and the Bee                                            | Doug Atchison                                                     | 2006 |
| 49     | Why Did I Get Married?                                         | Tyler Perry                                                       | 2007 |
| 50     | Up                                                             | Pete Docter                                                       | 2009 |
| 51     | Um Sonho Possível                                              | John Lee Hancock                                                  | 2009 |
| 52     | O Discurso do Rei                                              | Tom Hooper                                                        | 2010 |
| 53     | Tangled                                                        | - Nathan Greno - Byron Howard                                     | 2010 |
| 54     | Soul Surfer                                                    | Sean McNamara                                                     | 2011 |
| 55     | Courageous                                                     | Alex Kendrick                                                     | 2011 |
| 56     | Dolphin Tale                                                   | Charles Martin Smith                                              | 2011 |
| 57     | The Help                                                       | Tate Taylor                                                       | 2011 |
| 58     | The Avengers                                                   | Joss Whedon                                                       | 2012 |
| 59     | Argo                                                           | Ben Affleck                                                       | 2012 |
| 60     | 42                                                             | Brian Helgeland                                                   | 2013 |
| 61     | Não Aceitamos Devoluções                                       | Eugenio Derbez                                                    | 2013 |
| 62     | The Best Man Holiday                                           | Malcolm D. Lee                                                    | 2013 |
| 63     | Frozen                                                         | - Chris Buck - Jennifer Lee                                       | 2013 |
| 64     | Mandela: Long Walk to Freedom                                  | Justin Chadwick                                                   | 2013 |
| 65     | Lone Survivor                                                  | Peter Berg                                                        | 2013 |
| 66     | America: Imagine the World Without Her                         | - Dinesh D'Souza - John Sullivan                                  | 2014 |
| 67     | A Boa Mentira                                                  | Philippe Falardeau                                                | 2014 |
| 68     | O Jogo da Imitação                                             | Morten Tyldum                                                     | 2014 |
| 69     | Selma                                                          | Ava DuVernay                                                      | 2014 |
| 70     | Sniper Americano                                               | Clint Eastwood                                                    | 2014 |
| 71     | War Room                                                       | Alex Kendrick                                                     | 2015 |
| 72     | Un gallo con muchos huevos                                     | - Gabriel Riva Palacio Alatriste - Rodolfo Riva Palacio Alatriste | 2015 |
| 73     | Woodlawn                                                       | Irmãos Erwin                                                      | 2015 |
| 74     | Miracles from Heaven                                           | Patricia Riggen                                                   | 2016 |
| 75     | Queen of Katwe                                                 | Mira Nair                                                         | 2016 |
| 76     | Hidden Figures                                                 | Theodore Melfi                                                    | 2016 |
| 77     | Patriots Day                                                   | Peter Berg                                                        | 2016 |
| 78     | The Case for Christ                                            | Jon Gunn                                                          | 2017 |
| 79     | Girls Trip                                                     | Malcolm D. Lee                                                    | 2017 |
| 80     | A Question of Faith                                            | Kevan Otto                                                        | 2017 |
| 81     | Wonder                                                         | Stephen Chbosky                                                   | 2017 |
| 82     | Coco                                                           | Lee Unkrich                                                       | 2017 |
| 83     | Black Panther                                                  | Ryan Coogler                                                      | 2018 |
| 84     | I Can Only Imagine                                             | Irmãos Erwin                                                      | 2018 |
| 85     | Love, Simon                                                    | Greg Berlanti                                                     | 2018 |
| 86     | Incredibles 2                                                  | Brad Bird                                                         | 2018 |
| 87     | The Hate U Give                                                | George Tillman Jr.                                                | 2018 |
| 88     | Green Book                                                     | Peter Farrelly                                                    | 2018 |
| 89     | Spider-Man: Into the Spider-Verse                              | - Bob Persichetti - Peter Ramsey - Rodney Rothman                 | 2018 |
| 90     | Unplanned                                                      | - Chuck Konzelman - Cary Solomon                                  | 2019 |
| 91     | Avengers: Endgame                                              | - Anthony Russo - Joe Russo                                       | 2019 |
| 92     | The Peanut Butter Falcon                                       | - Tyler Nilson - Michael Schwartz                                 | 2019 |
| 93     | Overcomer                                                      | Alex Kendrick                                                     | 2019 |
| 94     | Harriet                                                        | Kasi Lemmons                                                      | 2019 |
| 95     | Ford v Ferrari                                                 | James Mangold                                                     | 2019 |
| 96     | Just Mercy                                                     | Destin Daniel Cretton                                             | 2019 |
| 97     | Summer of Soul                                                 | Questlove                                                         | 2021 |
| 98     | Show Me the Father                                             | Rick Altizer                                                      | 2021 |
| 99     | Spider-Man: No Way Home                                        | Jon Watts                                                         | 2021 |
| 100    | Sing 2                                                         | Garth Jennings                                                    | 2021 |
| 101    | American Underdog                                              | Irmãos Erwin                                                      | 2021 |
| 102    | Top Gun: Maverick                                              | Joseph Kosinski                                                   | 2022 |
| 103    | The Woman King                                                 | Gina Prince-Bythewood                                             | 2022 |
| 104    | Till                                                           | Chinonye Chukwu                                                   | 2022 |
| 105    | Jesus Revolution                                               | - Jon Erwin - Brent McCorkle                                      | 2023 |
| 106    | Sound of Freedom                                               | Alejandro Monteverde                                              | 2023 |
| 107    | Taylor Swift: The Eras Tour                                    | Sam Wrench                                                        | 2023 |
| 108    | Renaissance: A Film by Beyoncé                                 | Beyoncé                                                           | 2023 |

Até 2023, apenas Jon Erwin figurou na lista quatro vezes: três vezes com seu irmão (2015, 2018, 2021) e uma vez com Brent McCorkle (2023). Três diretores figuraram na lista três vezes: Rob Reiner (1987, 1989, 1992), Alex Kendrick (2011, 2015, 2019) e Andrew Erwin (2015, 2018, 2021). Os seguintes diretores já figuraram na lista duas vezes: Steven Spielberg (1982, 1993), James Cameron (1991, 1997), Robert Zemeckis (1994, 2004), Pete Docter (2001, 2009), Peter Berg (2013, 2016), Malcolm D. Lee (2013, 2017), Brad Bird (2004, 2018) e George Tillman, Jr. (1997, 2018).

## Lista dos filmes F
| Número | Título               | Diretor            | Ano  |
| ------ | -------------------- | ------------------ | ---- |
| 1      | Bolero               | John Derek         | 1984 |
| 2      | Eye of the Beholder  | Stephan Elliott    | 1999 |
| 3      | Dr. T e as Mulheres  | Robert Altman      | 2000 |
| 4      | Lost Souls           | Janusz Kamiński    | 2000 |
| 5      | Lucky Numbers        | Nora Ephron        | 2000 |
| 6      | Darkness             | Jaume Balagueró    | 2002 |
| 7      | Fear Dot Com         | William Malone     | 2002 |
| 8      | Solaris              | Steven Soderbergh  | 2002 |
| 9      | In the Cut           | Jane Campion       | 2003 |
| 10     | Alone in the Dark    | Uwe Boll           | 2005 |
| 11     | Wolf Creek           | Greg Mclean        | 2005 |
| 12     | Bug                  | William Friedkin   | 2006 |
| 13     | The Wicker Man       | Neil LaBute        | 2006 |
| 14     | Eu Sei Quem Me Matou | Chris Sivertson    | 2007 |
| 15     | Disaster Movie       | Jason Friedberg    | 2008 |
| 15     | Disaster Movie       | Aaron Seltzer      | 2008 |
| 16     | The Box              | Richard Kelly      | 2009 |
| 17     | Silent House         | Chris Kentis       | 2011 |
| 17     | Silent House         | Laura Lau          | 2011 |
| 18     | Killing Them Softly  | Andrew Dominik     | 2012 |
| 19     | The Devil Inside     | William Brent Bell | 2012 |
| 20     | Mother!              | Darren Aronofsky   | 2017 |
| 21     | The Grudge           | Nicolas Pesce      | 2020 |
| 22     | The Turning          | Floria Sigismondi  | 2020 |